# Раян Ґослінґ
Ра́ян То́мас Ґо́слінґ (англ. Ryan Thomas Gosling, нар. 12 листопада 1980, Лондон, Онтаріо, Канада) — канадський кіноактор, лауреат премії National Board of Review (2006) і «Супутник» (2007). 2017 року був номінований на премію «Оскар» за «Найкращу головну чоловічу роль» у мюзиклі «Ла-Ла Ленд» (2016). За цю ж роль отримав «Золотий глобус» в категорії «Найкраща чоловіча роль». У 2007 був номінований на «Оскар» за роль у фільмі «Напів-Нельсон» (2006). 2008 року номінований на «Золотий глобус» за роль у комедії «Ларс і справжня дівчина» (2007). Найвідоміші фільми за його участі — «Фанатик» (2001), «Сполучені штати Ліланда» (2003), «Щоденник пам'яті» (2004), «Перелом» (2007), «Драйв» (2011), «Круті чуваки» (2016), «Ла-Ла Ленд» (2016), «Той, хто біжить по лезу 2049» (2017), «Перша людина» (2018), «Сіра людина» (2022) та «Барбі» (2023).
Гурт Ґослінґа, Dead Man's Bones, випустив свій однойменний дебютний альбом і гастролював Північною Америкою в 2009 році. Він є співвласником Tagine, марокканського ресторану в Беверлі-Гіллз, Каліфорнія. Ґослінґ є прихильником PETA, Invisible Children і Enough Project і відвідав Чад, Уганду та східне Конго, щоб підвищити обізнаність про конфлікти в регіонах. Ґослінґ більше десяти років бере участь у зміцненні миру в Африці. Він перебуває у стосунках з актрисою Євою Мендес, від якої має двох дочок.

## Молодість і освіта
Раян Томас Ґослінґ народився 12 листопада 1980 року в лікарні Святого Джозефа в Лондоні, Онтаріо, в сім’ї Томаса Рея Ґослінґа, комівояжера паперової фабрики, і Донни, секретарки. Обоє його батьків частково мають французьке походження, а також деякі німецькі, англійські, шотландські та ірландські корені. Він і його родина були членами Церкви Ісуса Христа Святих Останніх Днів, і Ґослінґ сказав, що релігія вплинула на кожен аспект їхнього життя. Через роботу батька вони «багато переїжджали», і Ґослінг жив як у Корнуоллі, Онтаріо, так і в Берлінгтоні, Онтаріо. Його батьки розлучилися, коли йому було 13 років, і він та його старша сестра Менді жили з матір’ю, і цей досвід, за словами Ґослінґа, запрограмував його «мислити як дівчина».
Ґослінґ отримав освіту в державній школі Гладстона, колегіальній і професійній школі Корнуолла та середній школі Лестера Б. Пірсона. У дитинстві він дивився на Діка Трейсі і надихнувся стати актором. Він «ненавидів» бути дитиною, піддавався цькуванню в початковій школі і не мав друзів до «14-15». У першому класі під сильним впливом бойовика «Рембо: Перша кров» він узяв до школи ножі для біфштексів і кидав їх в інших дітей на перерві. Цей інцидент призвів до виключення зі школи. Він не вмів читати, його перевіряли на синдром дефіциту уваги з гіперактивністю (СДУГ), але його не діагностували, і, всупереч неправдивим повідомленням, він ніколи не приймав ліків. Його мати залишила роботу й рік навчала його вдома. Він сказав, що домашнє навчання дало йому «відчуття автономії, яке я ніколи не втрачав». Ґослінґ виступав перед публікою з раннього дитинства, заохочуваний тим, що його сестра була виконавицею. Вони з сестрою разом співали на весіллях; він виконував роль Елвіса Перрі в постановці свого дядька, присвяченим Елвісу Преслі, і брав участь у місцевій балетній трупі. Виступи підвищили його впевненість у собі, оскільки це було єдине, за що він отримував похвалу. У нього розвинувся своєрідний акцент, оскільки в дитинстві він вважав, що канадський акцент не звучить «жорстко». Він почав моделювати свій акцент на акцент Марлона Брандо. Він кинув середню школу в сімнадцять років, щоб зосередитися на своїй акторській кар'єрі.

## Акторська кар'єра

### 1993–1999: Дитяче акторство
У 1993 році дванадцятирічний Ґослінґ відвідав відкрите прослуховування в Монреалі для відродження «Клубу Міккі Мауса» каналу Disney. Він отримав дворічний контракт в Клубі Міккі Мауса і переїхав до Орландо, Флорида. На екрані він з'являвся нечасто, тому що інші діти вважалися більш талановитими. Тим не менш, він вважає цю роботу найкращими двома роками свого життя. Серед інших акторів — Брітні Спірс, Крістіна Агілера та Джастін Тімберлейк. Ґослінг вважає, що цей досвід прищепив їм «чудове відчуття зосередженості». Він став особливо близьким другом з Тімберлейком, і вони прожили разом шість місяців протягом другого року шоу. Мати Тімберлейка стала законним опікуном Ґослінґа після того, як його мама повернулася до Канади з причин роботи. Ґослінґ сказав, що, попри те, що вони з Тімберлейком спілкуються нечасто, вони все одно підтримують один одного.
Після скасування серіалу в 1995 році Ґослінґ повернувся до Канади, де продовжував зніматися в сімейних розважальних телесеріалах, включно з «Чи боїшся ти темряви?» (1995) і «Мурашки по шкірі» (1996), а також зіграв головну роль у фільмі «Воломні» (1997–98) у ролі Шона Генлона. У вісімнадцять років він переїхав до Нової Зеландії, щоб зняти пригодницький серіал Fox Kids «Юний Геркулес» (1998–1999) як головний герой. Пізніше він сказав, що спочатку йому подобалося працювати над серіалом, але він став надто дбати про шоу, тому воно перестало бути для нього веселим. Він хотів приділяти більше часу сидінню та розробці персонажа, а також грати різноманітні ролі, тому він вирішив краще перейти до кіно і більше не погоджуватися на телевізійну роботу.

### 2000–2003: Перехід до незалежного кіно
У віці 19 років Ґослінґ вирішив зайнятися «серйозним акторством». Його кинув його ж агент, і спочатку було важко знайти роботу через «клеймо», пов’язане з дитячим телебаченням. Після ролі другого плану у футбольній драмі «Пам’ятай титанів» він отримав головну роль молодого єврея-неонациста у «Фанатик» 2001 року. Режисер Генрі Бін сказав, що вибрав Ґослінґа, тому що його мормонське виховання допомогло йому зрозуміти ізоляцію юдаїзму. Кевін Томас з Лос-Анджелес Таймс похвалив «захоплююче і жахливо переконливе» виконання ролі, тоді як Тодд Маккарті з Variety вважає, що його «динамітний виступ» «навряд чи міг бути кращим». Фільм здобув головний приз журі на кінофестивалі «Санденс», а Ґослінґ описав це як «фільм, який подарував мені кар’єру, яку я маю зараз». Через суперечливий характер фільму було важко забезпечити фінансову підтримку для повного прокату в кінотеатрах у всьому світі, і натомість фільм транслювався на Showtime. Фільм зазнав комерційного провалу, зібравши 416 925 доларів у всьому світі з бюджету виробництва в 1,5 мільйона доларів.
У 2002 році Ґослінґ знявся в психологічному трилері «Вбивство за номерами» разом із Сандрою Баллок і Майклом Піттом, де Ґослінґ і Пітт зіграли пару старшокласників, які вірять, що можуть скоїти ідеальне вбивство. Баллок зіграла детективку, якій доручено розслідувати злочин. Ліза Шварцбаум з Entertainment Weekly описала фільм як «феноменальний талант навіть у такому мотлоху», тоді як Тодд Маккарті вважав, що «сильних і «харизматичних» молодих акторів «підвів сценарій». Фільм мав невеликий комерційний успіх, зібравши 56 мільйонів доларів в усьому світі з виробничого бюджету в 50 мільйонів доларів. Його друга поява на екрані у 2002 році була у фільмі «Правило бійні» з Девідом Морсом, який досліджував стосунки між футболістом середньої школи та його проблемним тренером у сільській Монтані. Ґослінґ сказав, що можливість працювати з Морсом зробила його «кращим актором». Стівен Голден з The New York Times описав Ґослінґа як «основну зірку» з «сирістю та інтенсивністю, які нагадують молодого Метта Діллона», тоді як Манола Дарґіс з Los Angeles Times він підкорив своїм «сирим талантом». Фільм вийшов лише у трьох американських кінотеатрах і зібрав 13 411 доларів.
У 2003 році Ґослінґ знявся у фільмі «Сполучені Штати Леланда» в ролі підлітка, ув’язненого за вбивство хлопчика-інваліда. Його привабила ця роль, тому що було незвично знайти персонажа, який був «емоційно відірваним на весь фільм». Критик Роджер Еберт вважає, що «талановитий актор робить усе, що можна зробити з Леландом, але персонаж походить від задуму сценариста, а не від життя». А. О. Скотт з The New York Times зазначив, що він «щосили намагається врятувати Ліланда з лап кліше», тоді як Девід Руні з Variety вважає, що його «одна нота, порожньо збурена гра не має жодної магнетичної переваги його проривної роботи у «Фанатику».  У США фільм зібрав 343 847 доларів і не вийшов за кордон.

### 2004–2009:Щоденник пам'ятііНапів-Нельсон
Ґослінґ привернув увагу в 2004 році після того, як зіграв головну роль разом із канадкою Рейчел МакАдамс у романтичній драмі «Щоденник пам'яті», екранізації однойменного роману Ніколаса Спаркса, знятого Ніком Кассаветісом. Ґослінґ зіграв Ноя Калхауна і прокоментував роль: «Це дало мені можливість зіграти персонажа протягом певного періоду часу – з 1940 по 1946 рік – який був досить глибоким і формувальним». Він прагнув наповнити свого персонажа «тихою силою» і був натхненний грою Сема Шепарда у «Дні жнив». Шепард також знявся в «Щоденнику пам'яті». Знімання відбувалося у Чарльстоні, штат Південна Кароліна, наприкінці 2002 — на початку 2003 року. Хоча в 2005 році між Ґослінґом і МакАдамс зав’язалися романтичні стосунки, на знімальному майданчику у них були бойові стосунки. «Ми надихнули один одного на найгірше», — сказав Ґослінґ. «Це був дивний досвід — створювати історію кохання і жодним чином не ладнати зі своїм партнером». У якийсь момент Ґослінґ попросив Кассаветіса «залучити когось іншого для мого знімання поза камерою», оскільки він відчував, що МакАдамс не хоче співпрацювати. «Нью-Йорк Таймс» високо оцінила «спонтанні та легкозаймисті» виступи двох головних героїв і зазначила, що, «не дивлячись на вашу думку, ви вболіваєте за те, щоб пара перемогла проти них». Дессон Томсон з The Washington Post похвалив «чарівну неприхильність» Ґослінґа та зазначив, що «важко не любити цих двох або жаліти на їхнє велике кохання». Фільм зібрав у прокаті понад 115 мільйонів доларів у всьому світі. Ґослінґ отримав чотири премії Teen Choice Awards і MTV Movie Award. Entertainment Weekly стверджує, що фільм містить «Поцілунок усіх часів у кіно», тоді як Los Angeles Times включив сцену з фільму до списку 50 класичних кінопоцілунків. «Щоденник пам'яті» з’явився в багатьох списках найромантичніших фільмів.

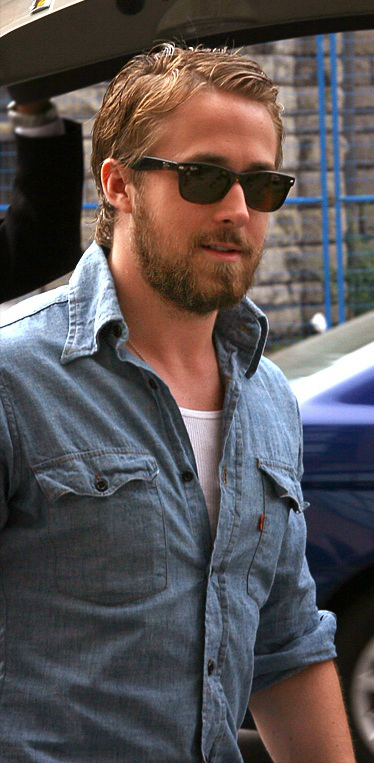
Ґослінґ на Міжнародному кінофестивалі в Торонто 2007 року

У 2005 році Ґослінґ знявся в ролі неспокійного молодого студента мистецтва в психологічному трилері «Залишайся», в якому знялися Наомі Воттс і Юен Мак-Ґреґор. У некомпліментарній рецензії на фільм Манола Даргіс з The New York Times заявила, що Ґослінґ, «як і його шанувальники, заслуговує кращого». Тодд Маккарті зауважив, що «здібні» Ґослінґ і Мак-Ґреґор «не приносять нічого нового з того, що вони показали раніше». Фільм зібрав у світовому прокаті 8 мільйонів доларів. Ґослінґа не збентежила негативна реакція: «До мене на вулиці підійшов 10-річний хлопець, і він каже: «Ти той хлопець із Залишайся?». Про що, на біса, був цей фільм?» Я думаю, що це чудово. Я так само пишаюся, якщо хтось каже: «Гей, ти змусив мене захворіти в цьому фільмі», як якщо б вони сказали, що я змусив їх плакати.
У 2006 році Ґослінґ зіграв головну роль у фільмі «Наполовину Нельсона» в ролі наркозалежного вчителя молодшої школи, який зав’язує зв’язки з молодою ученицею. Щоб підготуватися до ролі, Ґослінґ переїхав до Нью-Йорка на місяць до початку зйомок. Він жив у маленькій квартирі в Брукліні та проводив час, спостерігаючи за вчителем восьмого класу. Кеннет Туран з «Лос-Анджелес Таймс» описав це як «захоплююча роль... яка демонструє таке глибоке розуміння характеру, яке вдається небагатьом акторам». Руте Стайн з San Francisco Chronicle порівняла Раяна з Марлоном Брандо і зазначила, що «жоден, хто захоплюється чудовою акторською грою, не захоче пропустити його гру». Роджер Еберт вважав, що його гра «доводить, що він один із найкращих акторів, які працюють у сучасному кіно». Ґослінґ отримав номінацію на премію «Оскар» за найкращу чоловічу роль. Фільм зібрав 4 мільйони доларів у світовому прокаті. У 2007 році його запросили до Академії кінематографічних мистецтв і наук.
Ґослінґ зіграв інтроверта, який закохується в секс-ляльку у фільмі 2007 року «Ларс і справжня дівчина». Він черпав натхнення у виконанні Джеймса Стюарта у «Гарві». Роджер Еберт відчув, що «фільм про ляльку кохання в натуральну величину» перетворили на «життєствердну заяву про надію» через «виконання Раяна Ґослінґа, яке говорить те, чого неможливо сказати». Енн Горнадей з The Washington Post описала його роль як «маленьке диво... тому що він змінюється і росте так непомітно на наших очах». Однак Манохла Дарґіс з The New York Times вважає, що «виступ є рідкісним прорахунком у здебільшого блискучій кар’єрі». Він був номінований на премію «Золотий глобус» за найкращу чоловічу роль у фільмі «Мюзикл або комедія». Фільм провалився в прокаті, оскільки не зміг окупити виробничий бюджет у 12 мільйонів доларів. Ґослінґ знявся разом з Ентоні Гопкінсом у трилері «Перелом» 2007 року. Спочатку він відмовився від ролі, але передумав, коли Гопкінс підписав контракт. Ґослінґ зазначив, що його привабив персонаж Віллі, тому що він мав недоліки і здавався справжньою людиною. Готуючись до ролі, він спостерігав за адвокатами та за процесами в залі суду. Клаудія Пуїґ з USA Today заявила, що «спостерігати за словесним поєдинком такого ветерана, як Гопкінс, з одним із найкращих молодих акторів Голлівуду, було варто того».  Манола Дарґіс з The New York Times вважала, що дивитися на «видовище, коли той хитрий викрадач сцен Ентоні Гопкінс змішує це з не менш хитрим екранним гризуном Раяном Ґослінґом, — це задоволення... Кожен актор має м’якоть, а не повністю сформовану особистість, але обидва заповнюють прогалини алхімічною сумішшю професійної та особистої харизми». Фільм зібрав у світовому прокаті понад 91 мільйон доларів.
У 2007 році Ґослінґ мав розпочати знімання у фільмі «Милі кості». Однак він залишив виробництво за два дні до початку знімання через «творчі розбіжності» і його замінив Марк Волберґ. Ґослінґ був обраний на роль батька вбитої дівчинки-підлітка, і спочатку він вважав, що він занадто молодий для цієї ролі. Режисер Пітер Джексон і продюсер Френ Волш переконала його, що його можна зістарити, змінивши зачіску і макіяж. Перед початком знімання Ґослінґ додав у вазі на 60 фунтів (27 кілограмів) і відростив бороду, щоб виглядати старше. Волш тоді «почала відчувати, що не мала рацію. Це була наша сліпота, бажання змусити все працювати незважаючи ні на що». Пізніше Ґослінґ сказав: «Ми мало спілкувалися під час процесу підготовки до виробництва, і це було проблемою... Щойно я з’явився на знімальному майданчику - я помилився. Тоді я був товстим і безробітним». Він сказав, що цей досвід був для мене «важливим усвідомленням: не дозволяти своєму еґо втручатися. Бути надто молодим для ролі – це нормально».

### 2010–2012: Широке визнання
Після трирічної відсутности на екрані Ґослінґ знявся в п'яти фільмах у 2010 і 2011 роках. "Я ніколи не мав більше енергії", - сказав Ґослінґ. «Я більше радий знімати фільми, ніж раніше. Раніше я якось боявся цього. Це було так емоційно і важко. Але я знайшов спосіб розважитися, роблячи це. І я думаю, що це втілюється у фільмах». Він також говорив про почуття депресії, коли не працює. У 2010 році він знявся разом з Мішель Вільямс у режисерському дебюті Дерека Сіанфранса, подружній драмі «Блакитний Валентин». Низькобюджетний фільм був здебільшого імпровізованим, і Ґослінґ сказав, що «вам потрібно було нагадати собі, що ти знімаєш фільм». Мік Ласалл з San Francisco Chronicle вважав, що він «привносить надприродне розуміння людей у свою гру», тоді як А. О. Скотт з The New York Times вважав його «переконливим, як занедбаний, відчайдушний, старший Дін і, можливо, трохи менше, ніж у молодшій версії". Овен Ґлейберман з Entertainment Weekly написав, що він «грає Діна в образі зухвалого гіпстера з робітничого класу, але коли його гнів вивільняється, гра стає потужною». Однак Веслі Морріс з The Boston Globe вважає, що ця роль є прикладом «гіпстерства, спрямованого в неправильну сторону». Він був номінований на премію «Золотий глобус» за найкращу чоловічу роль у драматичному фільмі. Фільм мав касовий успіх, зібравши понад 12 мільйонів доларів у всьому світі з бюджету виробництва в 1 мільйон доларів.
Друга поява Ґослінґа на екрані в 2010 році була в загадковому фільмі «Все найкраще» з Кірстен Данст, заснованому на реальній історії. Він зіграв роль нью-йоркського спадкоємця нерухомости Девіда Маркса, якого розслідували у справі про зникнення його дружини (грає Данст). Ґослінґ вважав процес знімання "темним досвідом" і не брав на себе жодних рекламних обов'язків для фільму. Коли його запитали, чи пишається він фільмом, він відповів: «Я пишаюся тим, що Кірстен робить у фільмі». Пітер Треверс з Rolling Stone писав, що він «так глибоко проникає в характер, що можна відчути його нервові закінчення». Мік ЛаСалль з San Francisco Chronicle вважає, що «хамелеонічний Ґослінґ цілком переконливий, як ця порожня оболонка людини». Бетсі Шаркі з Los Angeles Times вважала, що фільм належить Дансту, але високо оцінила гру Ґослінґа. Фільм зібрав у світовому прокаті 644 535 доларів. Також у 2010 році Ґослінг написав і продюсував документальний фільм ReGeneration, який досліджує цинізм сучасної молоді щодо соціальних і політичних причин.

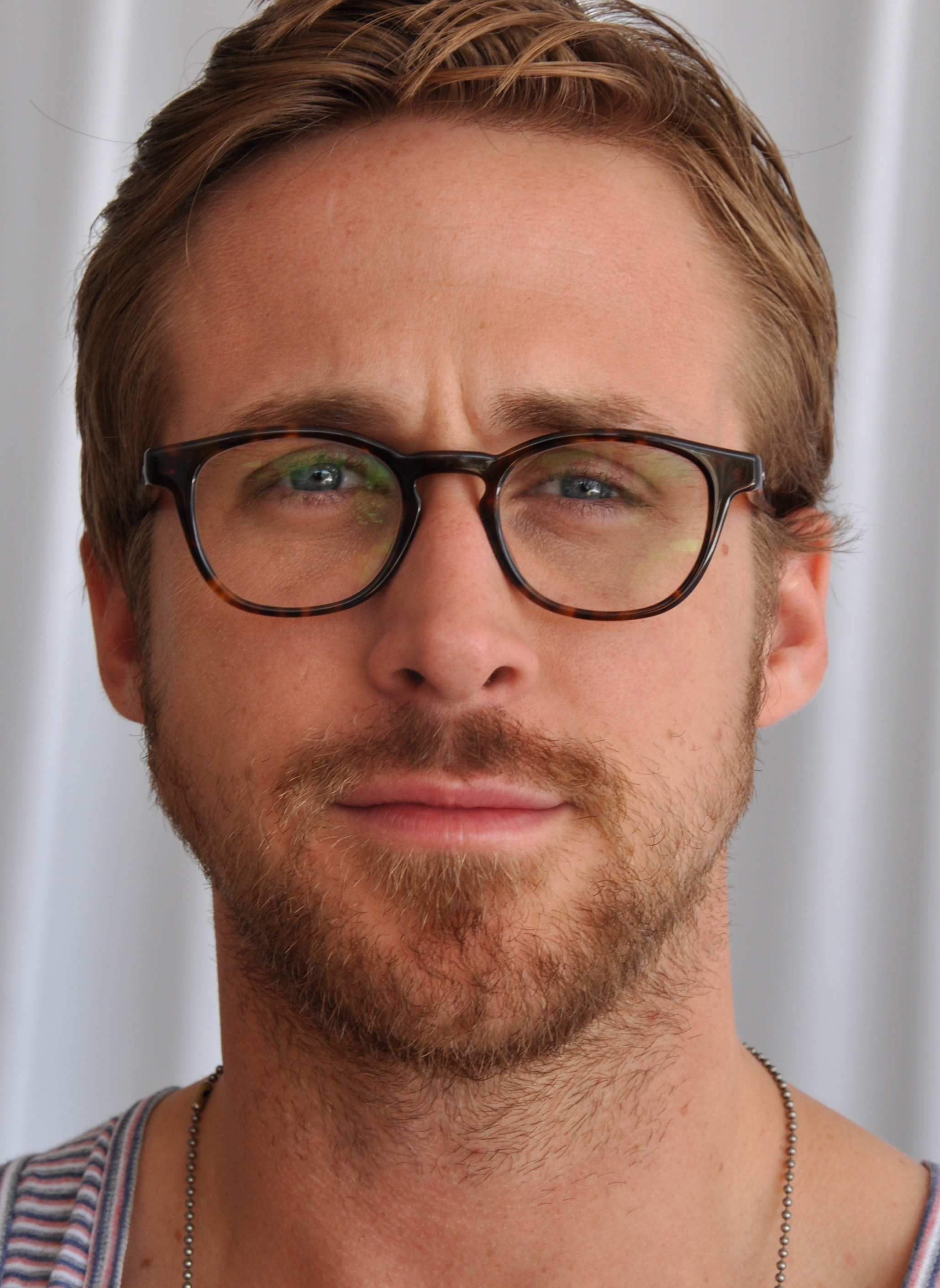
Ґослінґ у 2011

У 2011 році Ґослінґ розширив свій кругозір, з’явившись у трьох різноманітних, гучних ролях. Він зіграв свою першу комедійну роль у романтичній комедійній драмі «Це безглузде кохання» зі Стівом Кареллом та Еммою Стоун. Ґослінґ відвідував уроки приготування коктейлів у барі Лос-Анджелеса, готуючись до своєї ролі лагідного дамського угодника. Енн Горнадей з The Washington Post сказала, що його «спокусливий командний вигляд свідчить про те, що ми, можливо, знайшли нашого наступного Джорджа Клуні». Пітер Треверс оголосив його «комічним нокаутом», тоді як Клаудія Пуіг з USA Today відчула, що він виявляє «дивовижний» «хист до комедії». Він був номінований на премію «Золотий глобус» за найкращу чоловічу роль у фільмі «Мюзикл або комедія». Фільм мав касовий успіх, зібравши понад 142 мільйони доларів у всьому світі. З поправками на інфляцію це другий за успіхом результат у кар'єрі Ґослінґа.
Перша роль Ґослінґа в бойовику була у фільмі «Драйв», заснованому на романі Джеймса Салліса. Ґослінґ зіграв голлівудського каскадера, який підробляє в якості водія-втечі, і він описав фільм як «жорстокий фільм Джона Г'юза»: «Я завжди думав, що якби «Красуня в рожевому» розбила голову, це було б ідеально». Роджер Еберт порівняв Ґослінґа зі Стівом Макквіном і заявив, що він «втілює присутність і щирість... він продемонстрував дар знаходити захопливих, сильних персонажів [і] може досягти майже всього. Джо Морґенстерн з The Wall Street Journal розмірковував про «триваючу таємницю того, як йому вдається мати такий великий вплив з такими невеликими явними зусиллями. Непереборно порівняти його економний стиль із стилем Марлона Брандо». Фільм мав касовий успіх, зібравши 70 мільйонів доларів у всьому світі з бюджету виробництва в 15 мільйонів доларів.
У своїй останній появі в 2011 році Ґослінґ знявся разом з Філіпом Сеймуром Гоффманом у політичній драмі «Березневі іди» режисера Джорджа Клуні, в якій він зіграв амбітного прес-секретаря. Ґослінґ частково вирішив зняти цей фільм, щоб стати більш політично обізнаним: «Я канадець, тому американська політика насправді не в моїй рубці». Джо Морганстерн заявив, що Ґослінг і Хоффман «надзвичайно добре підготовлені, щоб грати варіації на головні теми своїх героїв. Проте жоден з акторів не має великого матеріалу, який можна використати в сценарії». У загалом прохолодній рецензії Кеннет Туран з Los Angeles Times стверджував, що «безумовно, було захоплююче бачити, як харизматичний Ґослінґ словесно сперечається з такими чудовими персонажами, як Гоффман і [Пол] Джаматті». Мік ЛаСалль з San Francisco Chronicle вважає, що «є один аспект характеру, який Ґослінґ не може чітко визначити, який може бути просто поза його сферою, а це ідеалізм». Він був номінований на премію «Золотий глобус» за найкращу чоловічу роль у драматичному фільмі. Фільм зібрав у світовому прокаті 66 мільйонів доларів.

### 2013–2014: Неоднозначний прийом і режисерський дебют

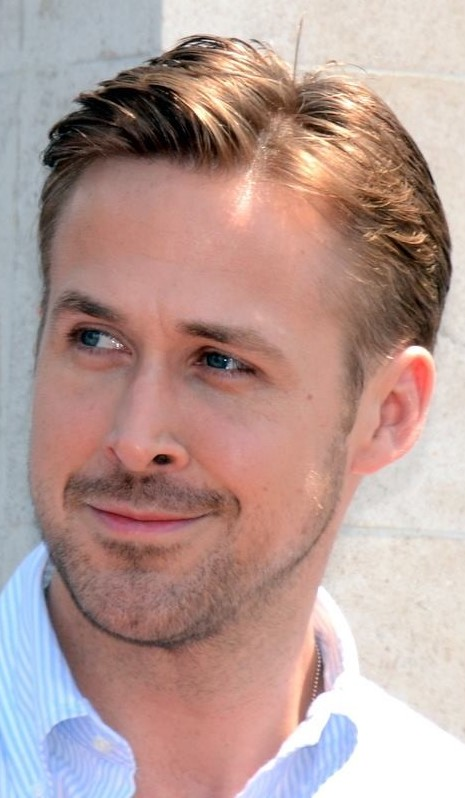
Ґослінґ на Каннському кінофестивалі 2014 року

У кримінальному трилері «Мисливці на гангстерів» 2013 року Ґослінґ зіграв сержанта Джеррі Вутерс, офіцер поліції Лос-Анджелеса 1940-х років, який намагається перехитрити боса мафії Міккі Коена (його грає Шон Пенн). Він возз’єднався з Еммою Стоун як його любов після їхньої попередньої пари в Crazy, Stupid, Love. Стоун сказала, що сподівається, що вони знайдуть більше проєктів для спільної роботи. А. О. Скотт з The New York Times описав фільм як привід для акторського складу, щоб «заробити трохи грошей, спробувавши смішні голоси та придушивши будь-яке відчуття нюансів, яке вони можуть мати». Крісті Лемір з The Boston Globe розкритикувала «дивний, шепотливий голос» Ґослінґа та його «ледь розвинений, однотонний» характер. Проте Бетсі Шаркі з Лос-Анджелес Таймс вважає, що в сценах, якими ділилися Ґослінґ і Стоун, є «спокуслива сила»: «Але, як і багато іншого у фільмі, це сценарій, який розігрується лише наполовину».
У The Place Beyond the Pines, драмі для поколінь режисера Дерека з Blue Valentine, Ґослінг зіграв Люка, каскадера на мотоциклі, який грабує банки, щоб забезпечити свою сім'ю. Ґослінґ назвав знімання «найкращим досвідом, який я коли-небудь мав, знімаючи фільм». А. О. Скотт з The New York Times високо оцінив його роль, написавши: «Круте самовладання містера Ґослінга — єдине, що йому було дозволено продемонструвати в «Драйві» — ускладнюється, стає цікавим завдяки натякам на дитячу невинність і вразливість».  Скотт Фаундас з The Village Voice не був вражений: «Персонаж Ґослінґа на межі пародії... Ґослінг використовує тихий, образливий напівшепотіння, який говорить нам, що все це якась накладка... Це близька варіація ролі, яку Ґослінг зіграв у екзистенційному голлівудському трилері Ніколаса Віндінга Рефна «Драйв», де було зрозуміло, що персонаж мав бути абстракцією». Девід Денбі з The New Yorker зауважив, що він «повторює свою невблаганну самотню рутину». Фільм зібрав у світовому прокаті 35 мільйонів доларів із бюджету виробництва в 15 мільйонів доларів.
Пізніше в 2013 році Ґослінґ знявся в жорстокій драмі про помсту «Лише Бог прощає» режисера Драйва Ніколаса Віндінга Рефна. Ґослінґ пройшов тренування з муай-тай, щоб підготуватися до ролі і описав сценарій як «найдивнішу річ, яку я коли-небудь читав». І фільм, і його гра викликали негативні відгуки. Девід Едельштейн з журналу New York заявив: «Ґослінґ виглядав як головний актор у ролі скінхеда у «Фанатик» та зірці у «Напів-Нельсона». Потім він перестав зніматися і почав позувати. Його гра у фільмі «Лише Бог прощає» (чи пробачить Бог цю назву?) — це один довгий, вологий погляд».
На початку 2013 року Ґослінґ оголосив, що бере перерву в акторській діяльності, заявивши: «Я втратив бачення того, що я роблю. Я вважаю, що для мене добре відпочити й переоцінити, чому я це роблю і як я це роблю. І я думаю, що це, мабуть, хороший спосіб дізнатися про це». Режисерський дебют Ґослінга «Загублена річка» змагався в секції Un Certain Regard на Каннському кінофестивалі 2014 року. У фільмі «Фентезі-нуар», написаному Ґослінґом, зіграли Крістіна Гендрікс, Бен Мендельсон і Метт Сміт. Фільм отримав переважно несхвальні відгуки. Пітер Бредшоу з The Guardian визнав це «нестерпно зарозумілим» і зауважив, що Ґослінґ втратив «будь-яке почуття міри чи смирення». Роббі Коллін з The Daily Telegraph описав «Загублену річку» як «приголомшливо задоволений собою», тоді як Джастін Чанг з Variety назвав «похідний» фільм «аварією поїзда».

### 2015–2019:Ла-Ла Ленді повернення до кіно

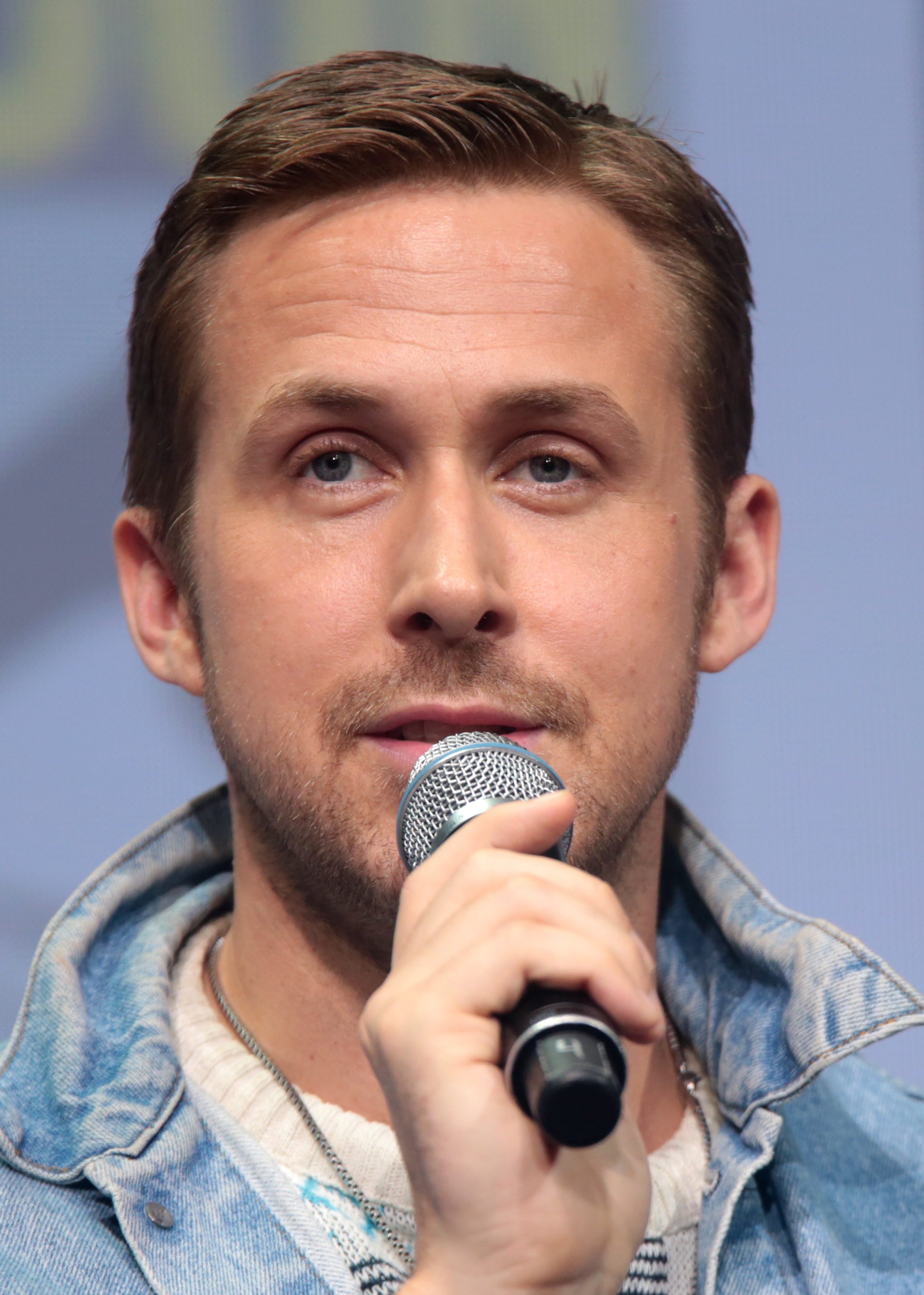
Ґослінґ на Comic-Con у Сан-Дієго 2017 році

У 2015 році Ґослінґ зіграв продавця облігацій у фінансовій сатирі «Гра на пониження», яка була номінована на премію «Оскар» у 2016 році як найкращий фільм. Девід Сімс з The Atlantic відчув, що він був «надзвичайно кумедним, якимсь водночас магнетичним і відразливим; після багатьох років блукань залами посереднього художнього кінематографа чудово знову бачити його на свободі». Пітер Треверс з Rolling Stone сказав: «Ґослінґ, віртуоз словесного лиха, говорить прямо в камеру, і він вулканічно лютий і кумедний». Наступного року Ґослінґ зіграв головну роль у чорній комедії «Круті чуваки» з Расселом Кроу та в мюзиклі Демієна Шазелла «Ла-Ла Ленд», за який він здобув премію «Золотий глобус» за найкращу чоловічу роль у мюзиклі або комедії та отримав свою другу номінацію на премію «Оскар» за найкращу чоловічу роль. Роббі Коллін похвалив хімію з колегою по фільму Еммою Стоун, написавши: «Обидві зірки настільки налаштовані на темп і течію один одного, що їхній співрозмовник просто випадає, ідеально сформований». Він став одним із його найбільш комерційно успішних фільмів із прибутком понад 440 мільйонів доларів проти бюджету в 30 мільйонів доларів.
У 2004 році Ґослінґ був залучений до роботи з Терренсом Маліком над біографічним фільмом «Че», але згодом покинув цю роботу. Він знявся у фільмі Маліка «Пісня за піснею» (2017), де знялися Крістіан Бейл і Кейт Бланшетт. Також у 2017 році він знявся у фільмі «Той, хто біжить по лезу 2049», продовженні науково-фантастичного фільму 1982 року «Той, хто біжить по лезу», режисером якого був Дені Вільнев, а також Гаррісоном Фордом, який повторив свою роль Ріка Декарда. Роль Ґослінга полягала в ролі офіцера К, «бігуна по лезу», який працює на поліцію Лос-Анджелеса, чия робота полягає в тому, щоб вбивати шахраїв, створених біоінженерією, відомих як репліканти. А. О. Скотт вважав його ідеальним актором, додавши, що його «здатність викликати симпатію, здаваючись надто розсіяним, щоб цього хотіти – його вміння перетворювати нудьгу на пристрасть і навпаки – робить його ідеальним теплокровним роботом для нашого часу». Попри те, що фільм став найбільшим касовим відкриттям для Ґослінґа, зібравши 31,5 мільйона доларів на національному ринку, загалом фільм показав погані касові збори.
У 2018 році Ґослінґ зіграв Ніла Армстронга, астронавта, який став першою людиною, яка ступила на Місяць у 1969 році, в біографічному фільмі Чазелла «Перша людина», заснованому на книзі «Перша людина: Життя Ніла А. Армстронга». Написавши для IndieWire, Майкл Нордін похвалив його за «тиху харизму» та «витонченість» у своїй ролі, тоді як Ніколас Барбер з BBC назвав його «найкращим незворушним актором».
У травні 2017 року Variety повідомило, що Ґослінґ, Кен Као та Anonymous Content взяли участь у створенні екранізації графічного роману Джеффа Леміра «Підводний зварювальник». Роман розповідає про людину, що займається небезпечною професією підводного зварювача, яка має надприродну зустріч на дні моря.

### 2020–2022:Сіра людинатаБарбі
Дедлайн підтвердив у березні 2020 року, що Ґослінґ буде продюсером і зніметься в проєкті «Радуйся, Маріє» з Metro-Goldwyn-Mayer у переговорах щодо придбання проєкту, заснованого на майбутньому романі Енді Вейра, у центрі якого — самотній астронавт на космічному кораблі, який намагається врятувати Землю.
У липні 2020 року було підтверджено, що Ґослінґ зніметься разом із Крісом Евансом у шпигунському бойовику «Сіра людина», заснованому на однойменному романі на Netflix, режисерами якого будуть брати Руссо через AGBO Films. бюджет у 200 мільйонів доларів, з наміром конкурувати з Джеймсом Бондом.
Наприкінці травня 2020 року Ґослінґ отримав роль Людини-вовка в перезапуску фільму «Людина-вовк» 1941 року від Universal. Режисером фільму стане Дерек Сіанфранс, що стане третьою співпрацею Ґослінґа з ним.
Пізніше Deadline повідомив у вересні 2020 року, що Ґослінґ збирається зіграти головну роль у безіменній каскадерській драмі від режисера Девіда Літча та сценариста Дрю Пірса, які раніше працювали разом над спінофом «Форсажу» Гоббс і Шоу під Universal. У квітні 2022 року було оголошено, що виробництво проєкту, який тепер має назву The Fall Guy, розпочнеться в серпні.
У лютому 2021 року Ґослінґ підписав контракт на головну роль у фільмі «Актор », екранізації роману Дональда Е. Вестлейка «Пам’ять». Дюк Джонсон буде режисером і продюсером фільму разом з Ебігейл Спенсер під прапором виробництва Innerlight Films. Ґослінґ, який також буде продюсером разом із Кеном Као, зіграє головну роль Пола Коула, якому доведеться впоратися зі своєю пошкодженою пам’яттю, намагаючись відновити своє життя після того, як його залишили померти та госпіталізували в Огайо в 1950-х роках.
У жовтні 2021 року Ґослінґ вступив у фінальні переговори, щоб зіграти Кена разом із Марґо Роббі в адаптації фільму про «Барбі», знятій Ґретою Ґервіґ.
У липні 2022 року Раян Ґослінґ заявив, що хоче долучитися до жанру супергероїв в ролі нового Примарного вершника, а бос Marvel Studios Кевін Файґі сказав, що теж дуже хоче залучити його до Кіновсесвіту Marvel. Раніше були чутки про те, що Ґослінґ міг зіграти Річарда Райдера – Нову.

## Музична діяльність

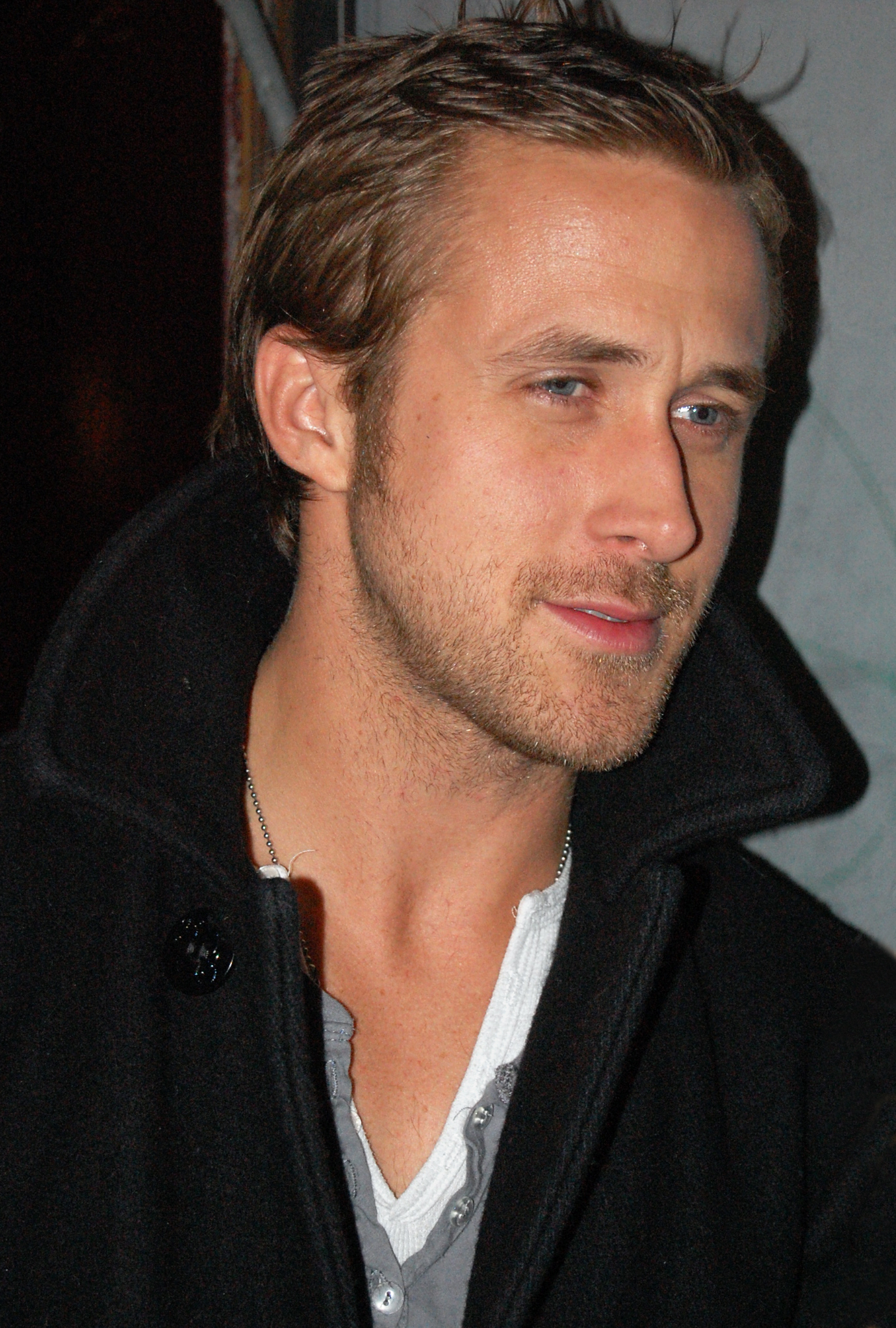
Ґослінґ на концерті Dead Man's Bones у 2009 році

У 2007 році Ґослінґ зробив сольний запис під назвою «Put Me in the Car», доступний для скачування в Інтернеті. Того ж року Ґослінґ і його друг Зак Шилдс створили інді-рок-гурт Dead Man's Bones. Вони вперше зустрілися в 2005 році, коли Ґослінґ зустрічався з Рейчел МакАдамс, а Шилдс зустрічався з її сестрою Кейлін. Спочатку вони задумали проєкт як мюзикл на тему монстрів, але вирішили сформувати групу, коли зрозуміли, що постановка на сцені буде занадто дорогою. Вони записали свій однойменний дебютний альбом з дитячим хором консерваторії Сільверлейк і самі навчилися грати на всіх інструментах. Ґослінґ додав до запису вокал, фортепіано, гітару, бас-гітару та віолончель. Альбом вийшов на лейблі ANTI-Records 6 жовтня 2009 року. Pitchfork Media була підкорена «унікальним, привабливим і чарівно дивним записом», тоді як Prefix вважав, що альбом «рідко кітчовий і ніколи недоречний». Однак Spin відчув, що альбом «не скасовує правило, що актори роблять сумнівних поп-музикантів», а Entertainment Weekly розкритикував його «нудотність, готичну дорогоцінність».
У вересні 2009 року Ґослінґ і Шилдс провели три ночі в театрі маріонеток Боба Бейкера в Лос-Анджелесі, де виступали разом із танцюючими неоновими скелетами та сяючими привидами. Потім у жовтні 2009 року вони провели тринадцять турне по Північній Америці, використовуючи на кожному концерті місцевий дитячий хор. Замість розіграшу кожного вечора проводилося шоу талантів. У вересні 2010 року вони виступили на фестивалі FYF в Лос-Анджелесі. 2011 року актор заявив про свої наміри записати другий альбом Dead Man's Bones. У наступному альбомі дитячий хор не буде, оскільки «це не дуже рок-н-рол».

## Особисте життя

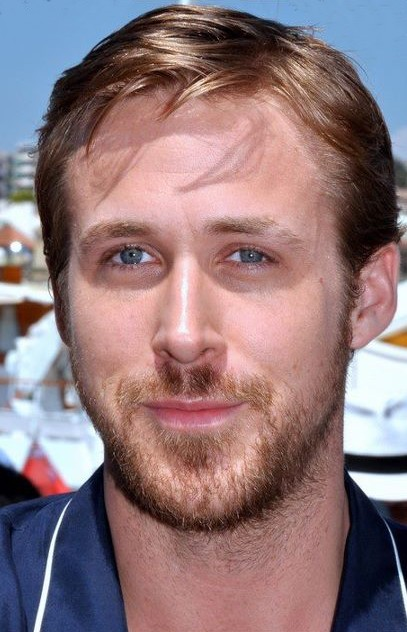
Ґослінґ на Каннському кінофестивалі 2011 року

Раніше Ґослінґ проживав у Нью-Йорку. Він є співвласником марокканського ресторану Tagine у Беверлі-Хіллз, штат Каліфорнія. Він імпульсивно придбав ресторан і сказав, що витратив на нього всі свої гроші, сам рік там проводив ремонтні роботи, а зараз контролює меню ресторану.
Зустрічався з такими актрисами, як Джеймі Мюррей (2009—2010), Рейчел МакАдамс (2004—2007, 2008), Фамке Янссен (2004—2006) і Сандрою Баллок (2002—2003 роки).
З вересня 2011 перебував у стосунках з Євою Мендес. 12 вересня 2014 року акторка народила від Раяна Ґослінґа доньку, яку назвали Есмеральда Амада Ґослінґ, а 29 квітня 2016 у пари народилася друга донька Амада Лі Ґослінґ. 20  листопада 2022 Єва та Раян офіційно одружились.
Ґослінґ підтримує різні соціальні проєкти. Він працював з PETA над кампанією що заохочуватиме KFC та McDonald's використовувати вдосконалені методи забою курей на своїх заводах, а також над кампанією, яка заохочувала молочних фермерів припинити зняття рогів з корів. Ґослінґ пішов добровольцем у Білоксі, штат Міссісіпі, у 2005 році, як частину заходів з ліквідації наслідків урагану "Катріна". Він є прихильником групи Invisible Children, Inc., яка підвищує обізнаність про LRA у Центральній Африці. 2005 року Ґослінґ поїхав до таборів біженців Дарфуру в Чаді. Він був доповідачем на Національній конференції Campus Progress у 2008 році, де він обговорював Дарфур. У межах роботи з проєктом «Досить» він відвідав Уганду в 2007 році та східну частину Конго в 2010 році.
Під час знімання «Барбі» Ґослінґа помітили у футболці, виготовленій фанатами, із зображенням його колеги Нкуті Ґатва в ролі Чотирнадцятого Доктора з «Доктора Хто», щоб висловити свою підтримку кастингу. Раніше він висловлював захоплення актором Меттом Смітом, який зіграв Одинадцятого Доктора, що спонукало його вибрати актора для свого фільму «Загублена річка».
На початку 2025 року Гослінг та його дружина Єва Мендес купили маєток у Великій Британії і почали процес переїзду з США.

## Фільмографія

### Фільми
| Рік  |     | Українська назва             | Оригінальна назва           | Роль                  |
| ---- | --- | ---------------------------- | --------------------------- | --------------------- |
| 1997 | ф   |                              | Frankenstein and Me         | Кенні                 |
| 2000 | ф   | Згадуючи Титанів             | Remember the Titans         | Алан Бослі            |
| 2001 | ф   | Фанатик                      | The Believer                | Денні Балінт          |
| 2002 | ф   |                              | Murder by Numbers           | Річард Хейвуд         |
| 2002 | ф   |                              | The Slaughter Rule          | Рой Чатні             |
| 2003 | ф   | Сполучені штати Ліланда      | The United States of Leland | Ліланд П. Фіцджеральд |
| 2004 | ф   | Щоденник пам'яті             | The Notebook                | Ной Келхун            |
| 2005 | ф   | Залишайся                    | Stay                        | Генрі Летем           |
| 2006 | ф   | Наполовину Нельсон           | Half Nelson                 | Ден Данн              |
| 2007 | ф   | Перелом                      | Fracture                    | Вілльям Бічам         |
| 2007 | ф   | Ларс і справжня дівчина      | Lars and the Real Girl      | Ларс Ліндстрем        |
| 2010 | ф   | Блакитний Валентин           | Blue Valentine              | Дін                   |
| 2010 | ф   | Все найкраще                 | All Good Things             | Девід Маркс           |
| 2010 | док |                              | ReGeneration                | оповідач              |
| 2011 | ф   | Це безглузде кохання         | Crazy, Stupid, Love         | Джейкоб Палмер        |
| 2011 | ф   | Драйв                        | Drive                       | водій                 |
| 2011 | ф   | Березневі іди                | The Ides of March           | Стівен Меєрс          |
| 2012 | ф   | Місце під соснами            | The Place Beyond the Pines  | Люк Ґлентон           |
| 2013 | ф   | Мисливці на гангстерів       | Gangster Squad              | сержант Джеррі Вутерс |
| 2013 | ф   | Тільки Бог пробачить         | Only God Forgives           | Джуліан               |
| 2015 | ф   | Гра на пониження             | The Big Short               | Джаред Веннетт        |
| 2016 | ф   | Круті чуваки                 | The Nice Guys               | Голанд Марч           |
| 2016 | ф   | Ла-Ла Ленд                   | La La Land                  | Себастьян             |
| 2017 | ф   | Пісня за піснею              | Song to Song                | BV                    |
| 2017 | ф   | Той, хто біжить по лезу 2049 | Blade Runner 2049           | офіцер К              |
| 2018 | ф   | Перша людина                 | First Man                   | Ніл Армстронг         |
| 2022 | ф   | Сіра людина                  | The Gray Man                | Корт Джентрі          |
| 2023 | ф   | Барбі                        | Barbie                      | Кен                   |
| 2024 | ф   | Каскадер                     | The Fall Guy                | Кольт Сіверс          |
| 2026 | ф   | Проєкт «Аве Марія»           | Project Hail Mary           | Райланд Грейс         |

### Телебачення
| Рік       |    | Українська назва                  | Оригінальна назва                        | Роль                                              |
| --------- | -- | --------------------------------- | ---------------------------------------- | ------------------------------------------------- |
| 1993—1995 | с  | Клуб Міккі Мауса                  | The Mickey Mouse Club                    | у ролі самого себе (3 епізоди)                    |
| 1995      | с  | Чи боїшся ти темряви?             | Are You Afraid of the Dark?              | Джеймі Лірі (Епізод: "The Tale of Station 109.1") |
| 1996      | с  |                                   | PSI Factor: Chronicles of the Paranormal | Адам (Епізод: "Dream House/UFO Encounter")        |
| 1996      | с  |                                   | Kung Fu: The Legend Continues            | Кевін (Епізод: "Dragon's Lair")                   |
| 1996      | с  |                                   | Road to Avonlea                          | Брет Макналті (Епізод: "From Away")               |
| 1996      | с  | Мурашки                           | Goosebumps                               | Грег Бенкс (Епізод: "Say Cheese and Die")         |
| 1996      | с  |                                   | The Adventures of Shirley Holmes         | Шон (Епізод: "The Case of the Burning Building")  |
| 1996      | с  |                                   | Flash Forward                            | Скотт Стакі (2 епізоди)                           |
| 1996      | с  |                                   | Ready or Not                             | Метт Калінські (Епізод: "I Do, I Don't")          |
| 1997—1998 | с  |                                   | Breaker High                             | Шон Хенлон (44 епізоди)                           |
| 1998      | тф |                                   | Nothing Too Good for a Cowboy            | Томмі                                             |
| 1998—1999 | с  | Юний Геркулес                     | Young Hercules                           | Геркулес (50 епізодів)                            |
| 1998      | с  | Геркулес: Легендарні подорожі     | Hercules: The Legendary Journeys         | Зайлус (Епізод: "The Academy")                    |
| 1999      | с  |                                   | The Unbelievables                        | Джош (Епізод: "Pilot")                            |
| 2015—2017 | с  | Суботнього вечора в прямому ефірі | Saturday Night Live                      | гість (2 епізоди)                                 |

## Цікаві факти
- Шкільним прізвиськом Ґослінґа було «Trouble» (англ. неприємність, неспокій)
- Коли мати Раяна Донна вперше сіла разом з сином перед телевізором, щоб подивитися фільм «Фанатик», то вже після 10 хвилин перегляду вона розплакалася. Після чого закрилася у ванній, а Раян умовляв її вийти звідти майже годину[206].
- Раян купив Джип Черокі (Jeep Cherokee), на якому катався на зніманні фільму «Відлік вбивств» актор Бен Чаплін.

- Його собака Джордж помер у віці 17 років у 2016. На згадку про свого улюбленця актор носить на шиї медальйон з його ім'ям
- При підготовці до ролі для фільму «Щоденник пам'яті» Ґослінґ сам зробив кухонний стіл.
- У 2004 році Ґослінґ почав зустрічатися з Рейчел МакАдамс, його партнеркою по фільму «Щоденник пам'яті», але через декілька місяців вони розбіглись[207], хоча в серпні 2008 їх стосунки відновились[208].
- У 2004 році він став одним з «п'ятдесяти найгарячіших холостяків» на думку журналу People.
- Раян є співвласником ресторану марокканської кухні «Tagine» в Беверлі-Гіллз.
- Раян освоїв гру на гітарі та фортепіано.
- Оскільки актор родом з Канади, він говорить англійською і французькою мовами, крім того, Раян володіє іспанською мовою.
- Ґослінґ має будинки в Торонто (Канада) і Лос-Анджелесі (США).
- У Раяна є декілька татуювань.

#### Німецький телевізійний пранк
У березні 2017 року Ґослінґ опинився в центрі витівки участю в "Золота Камера", щорічної німецької кіно- і телевізійної премії. Німецькі коміки Йоко Вінтершайдт і Клаас Хойфер-Умлауф домовились, що імперсонату (підставній людині) Раяна Ґослінґа буде присуджена премія "Найкращий міжнародний фільм" за "Ла-Ла Ленд". Після події спікер телевізійного мовлення ZDF попросив повернути трофей, заявивши, що "Ла-Ла Ленд" виграв приз, але трофей отримає справжній Раян Ґослінґ. Інцидент, який став знаний як "GoslingGate", викликав критику концепції заходу. Медіакритики стверджували, що премія "Найкращий міжнародний фільм" була створена лише з метою залучити Раяна Ґослінґа до шоу, не заважаючи якості фільму. Інцидент зіграв головну роль у справі скасування телепередачі Золота Камера у 2019 році. У 2018 році Вінтершайд, Хойфер-Умлауф та дубліст Ґослінґа Людвіг Ленер були нагороджені премією Грімме за свою медіа-роботу.